# 시간의 역사
《시간의 역사》(A Brief History of Time)는 스티븐 호킹에 의해 쓰여진 저명한 과학책으로 1988년 벤탐 델 출판사에 의해 출판된 책이다. 이 책은 베스트셀러로 천 만 부 이상이 팔렸으며, 또한 런던 선데이 타임즈에 베스트셀러로 4년 이상 랭크되었다. <시간의 역사>는 갈릴레이, 뉴턴, 아인슈타인 등의 과거 과학자들의 우주에 대한 연구 내용을 핵심적으로 짚어주고, 우주가 대폭발에서 시작했다는 빅뱅 이론, 블랙홀과 특이점에 대한 내용, 우주의 역사를 통해 우주의 미래와 종말을 전망한다. 이 책을 통해 '시간'이라는 개념에 대해서도 새로운 인식을 하게 만들었다. 지구에서만 적용되는 물리적인 법칙이 깨지거나 변화하는 우주 다른 공간에서는 우리가 쓰는 '시간'의 의미가 완전히 달라짐을 말해준다.